# Campeonato Europeu de Futebol Sub-17 de 2016
O Campeonato Europeu de Futebol Sub-17 de 2016 foi a 15ª edição da competição organizada pela UEFA para jogadores com até 17 anos de idade. O evento foi realizado no Azerbaijão entre os dias 5 e 21 de maio de 2016.
O torneio foi disputado por 16 equipes constituídas por 18 jogadores nascidos após o dia 1 de janeiro de 1999. Cada jogo é constituído por duas partes de 40 minutos cada, com um intervalo de 15 minutos.
Portugal venceu a competição, tendo apenas sofrido um gol durante a campanha.

## Qualificação
As seleções nacionais dos 54 membros da UEFA participaram na qualificação. O Azerbaijão qualificou-se como anfitrião enquanto as restantes 53 equipas disputaram as 15 vagas. A qualificação consistiu em duas rondas: a ronda de qualificação que teve lugar no Outono de 2015, e a ronda de elite na Primavera de 2016.

### Equipas qualificadas
As seguintes 16 equipas qualificaram-se para a fase final do torneio:
Nota: As estatísticas incluem apenas a era sub-17 (desde 2002).
| Equipe               | Método Qualificação     | Fases Finais | Última qualificação | Melhor classificação                    |
| -------------------- | ----------------------- | ------------ | ------------------- | --------------------------------------- |
| Azerbaijão           | Anfitriões              | 1            | —                   | Estreia                                 |
| Dinamarca            | Vencedores Grupo 1      | 4            | 2011                | Meias-finais (2011)                     |
| Escócia              | 2º classificado Grupo 1 | 4            | 2015                | Meias-finais (2014)                     |
| Ucrânia              | Vencedores Grupo 2      | 5            | 2013                | Fase de grupos (2002, 2004, 2007, 2013) |
| Inglaterra           | 2º classificado Grupo 2 | 11           | 2015                | Campeões(2010, 2014)                    |
| Itália               | Vencedores Grupo 3      | 6            | 2015                | Vice-campeões (2013)                    |
| Bósnia e Herzegovina | 2º classificado Grupo 3 | 1            | —                   | Estreia                                 |
| Alemanha             | Vencedores Grupo 4      | 9            | 2015                | Campeões(2009)                          |
| Países Baixos        | 2º classificado Grupo 4 | 10           | 2015                | Campeões(2011, 2012)                    |
| Portugal             | Vencedores Grupo 5      | 6            | 2014                | Campeões(2003)                          |
| Suécia               | 2º classificado Grupo 5 | 2            | 2013                | Meias-finais (2013)                     |
| França               | Vencedores Grupo 6      | 10           | 2015                | Campeões(2004, 2015)                    |
| Áustria              | 2º classificado Grupo 6 | 5            | 2015                | 3º lugar (2003)                         |
| Sérvia               | Vencedores Grupo 7      | 5            | 2011                | Quartos de final (2002)                 |
| Bélgica              | Vencedores Grupo 8      | 5            | 2015                | Meias-finais (2007, 2015)               |
| Espanha              | 2º classificado Grupo 8 | 10           | 2015                | Campeões(2007, 2008)                    |

Notas

### Sorteio final
O sorteio final realizou-se a 8 de abril de 2016, 12:00 AZT (UTC+4), no Estádio Olímpico de Baku. As 16 equipas foram sorteadas por quatro grupos de 4 equipas. Previamente foram decididos os cabeças de série de acordo com os resultados na Ronda de Elite, sendo atribuído ao Azerbaijão o lugar A1. As 7 melhores vencedoras dos grupos da Ronda de Elite foram colocados no pote 1 (ocupando as posições 1 e 2 nos grupos) enquanto as restantes 8 equipas foram colocadas no pote 2 ocupando os lugares 3 e 4 nos grupos.
- Pote 1: Portugal, Sérvia, Ucrânia, Alemanha, Dinamarca, Itália, França
- Pote 2: Bélgica (8º melhor vencedor de grupo), Inglaterra, Aústria, Holanda, Bósnia e Herzegovina, Suécia, Escócia, Espanha

## Sedes
A competição será disputada em 4 estádios em Baku: Estádio Olímpico de Baku, Azersun Arena, Bakcell Arena e Dalga Arena.
| Baku                     | Baku              | Baku | Baku               | Baku              |
| ------------------------ | ----------------- | ---- | ------------------ | ----------------- |
| Estádio Olímpico de Baku | Azersun Arena     | Baku | Bakcell Arena      | Dalga Arena       |
| Capacidade: 68 000       | Capacidade: 4 735 | Baku | Capacidade: 10 500 | Capacidade: 6 700 |
|                          |                   | Baku |                    |                   |

## Fase de grupos

equipas do Campeonato Europeu de Futebol Sub-17 de 2016

O calendário da fase final foi confirmado a 12 de abril de 2016.
Os vencedores e os segundos classificados de cada grupo avançam para os quartos de final.
Todos horários referidos ao fuso horário local, AZT (UTC+4).
|  | equipas avançam para os quartos de final |
|  | equipas eliminadas                       |

### Grupo A
| Pos | Seleção    | Pts | J | V | E | D | GM | GS | DG |
| --- | ---------- | --- | - | - | - | - | -- | -- | -- |
| 1   | Portugal   | 7   | 3 | 2 | 1 | 0 | 7  | 0  | +7 |
| 2   | Bélgica    | 5   | 3 | 1 | 2 | 0 | 3  | 1  | +2 |
| 3   | Azerbaijão | 4   | 3 | 1 | 1 | 1 | 1  | 6  | –5 |
| 4   | Escócia    | 0   | 3 | 0 | 0 | 1 | 0  | 4  | –4 |

| 5 de maio | Bélgica                 | 2 – 0     | Escócia | Bakcell Arena, Baku         |
| 19:00     | Corryn 45' · Openda 60' | Relatório |         | Árbitro: SVK Peter Kralović |

| 5 de maio | Azerbaijão | 0 – 5     | Portugal                                                                 | Bakı Olimpiya Stadionu, Baku    |
| 20:00     |            | Relatório | José Gomes 4', 16' · Asadov 24' · Miguel Luís 44' · Gedson Fernandes 76' | Árbitro: POL Bartosz Frankowski |

| 8 de maio | Portugal                   | 2 – 0     | Escócia | Dalga Stadium, Baku              |
| 15:30     | Quina 37' · José Gomes 35' | Relatório |         | Árbitro: ISL Gunnar Jarl Jónsson |

| 8 de maio | Azerbaijão   | 1 – 1     | Bélgica         | Bakcell Arena, Baku         |
| 19:00     | Mahmudov 77' | Relatório | Bongiovanni 72' | Árbitro: CZE Petr Ardeleanu |

| 11 de maio | Escócia | 0 – 1     | Azerbaijão  | Bakcell Arena, Baku               |
| 16:00      |         | Relatório | Nabiyev 79' | Árbitro: NOR Svein-Erik Edvartsen |

| 11 de maio | Portugal | 0 – 0     | Bélgica | Dalga Stadium, Baku           |
| 16:00      |          | Relatório |         | Árbitro: FIN Ville Nevalainen |

### Grupo B
| Pos | Seleção              | Pts | J | V | E | D | GM | GS | DG |
| --- | -------------------- | --- | - | - | - | - | -- | -- | -- |
| 1   | Alemanha             | 7   | 3 | 2 | 1 | 0 | 9  | 3  | +6 |
| 2   | Áustria              | 6   | 3 | 2 | 0 | 1 | 4  | 4  | 0  |
| 3   | Bósnia e Herzegovina | 3   | 3 | 1 | 0 | 2 | 3  | 6  | –3 |
| 4   | Ucrânia              | 1   | 3 | 0 | 1 | 2 | 3  | 6  | –3 |

| 5 de maio | Áustria              | 2 – 0     | Bósnia e Herzegovina | Bakcell Arena, Baku         |
| 14:00     | Baumgartner 18', 35' | Relatório |                      | Árbitro: CZE Petr Ardeleanu |

| 5 de maio | Ucrânia                   | 2 – 2     | Alemanha               | Bakı Olimpiya Stadionu, Baku     |
| 17:00     | Yanakov 33' · Buletsa 67' | Relatório | Otto 37' · Schreck 74' | Árbitro: ISL Gunnar Jarl Jónsson |

| 8 de maio | Ucrânia | 0 – 2     | Áustria                   | Bakcell Arena, Baku               |
| 14:00     |         | Relatório | Schmid 7' · V. Müller 21' | Árbitro: NOR Svein-Erik Edvartsen |

| 8 de maio | Alemanha                               | 3 – 1     | Bósnia e Herzegovina | Dalga Stadium, Baku         |
| 19:00     | Akkaynak 17' (pen.) · Y. Otto 66', 72' | Relatório | Baack 2'             | Árbitro: SVK Peter Kralović |

| 11 de maio | Bósnia e Herzegovina | 2 – 1     | Ucrânia     | Bakcell Arena, Baku     |
| 19:15      | Hadžić 38', 40+1'    | Relatório | Kulakov 69' | Árbitro: CRO Fran Jović |

| 11 de maio | Alemanha                                               | 4 – 0     | Áustria | Dalga Stadium, Baku       |
| 19:15      | Meisl 3' · Akkaynak 25' · Havertz 32' · Dadashov 80+1' | Relatório |         | Árbitro: SVN Mitja Žganec |

### Grupo C
| Pos | Seleção    | Pts | J | V | E | D | GM | GS | DG |
| --- | ---------- | --- | - | - | - | - | -- | -- | -- |
| 1   | Suécia     | 6   | 3 | 2 | 0 | 1 | 3  | 2  | +1 |
| 2   | Inglaterra | 6   | 3 | 2 | 0 | 1 | 6  | 3  | +3 |
| 3   | Dinamarca  | 4   | 3 | 1 | 1 | 1 | 2  | 3  | –1 |
| 4   | França     | 1   | 3 | 0 | 1 | 2 | 0  | 3  | –3 |

| 6 de maio | França | 0 – 0     | Dinamarca | Dalga Arena, Baku             |
| 19:00     |        | Relatório |           | Árbitro: FIN Ville Nevalainen |

| 6 de maio | Inglaterra | 1 – 2     | Suécia        | Karabakh Stadium, Baku            |
| 19:00     | Nelson 62' | Relatório | Asoro 4', 59' | Árbitro: NOR Svein-Erik Edvartsen |

| 9 de maio | Dinamarca         | 1 – 0     | Suécia | Bakı Olimpiya Stadionu, Baku |
| 14:00     | Buch Jensen 80+3' | Relatório |        | Árbitro: SVN Mitja Žganec    |

| 9 de maio | França | 0 – 2     | Inglaterra                     | Karabakh Stadium, Baku  |
| 20:00     |        | Relatório | Morris 15' · Nelson 43' (pen.) | Árbitro: CRO Fran Jović |

| 12 de maio | Suécia        | 1 – 0     | França | Karabakh Stadium, Baku          |
| 19:00      | Bergqvist 45' | Relatório |        | Árbitro: POL Bartosz Frankowski |

| 12 de maio | Dinamarca     | 1 – 3     | Inglaterra                         | Bakı Olimpiya Stadionu, Baku |
| 19:00      | Odgaard 80+1' | Relatório | Nelson 30' · Mount 51' · Hirst 78' | Árbitro: SVK Peter Kralović  |

### Grupo D
| Pos | Seleção       | Pts | J | V | E | D | GM | GS | DG |
| --- | ------------- | --- | - | - | - | - | -- | -- | -- |
| 1   | Espanha       | 7   | 3 | 2 | 1 | 0 | 7  | 3  | +4 |
| 2   | Países Baixos | 6   | 3 | 2 | 0 | 1 | 3  | 2  | +1 |
| 3   | Itália        | 3   | 3 | 1 | 0 | 2 | 4  | 6  | –2 |
| 4   | Sérvia        | 1   | 3 | 0 | 1 | 2 | 2  | 5  | –3 |

| 6 de maio | Itália                 | 2 – 1     | Sérvia         | Karabakh Stadium, Baku    |
| 14:00     | Scamacca 9' · Kean 32' | Relatório | Maksimović 77' | Árbitro: SVN Mitja Žganec |

| 6 de maio | Países Baixos | 0 – 2     | Espanha               | Dalga Arena, Baku       |
| 15:30     |               | Relatório | Mboula 16' · Ruiz 52' | Árbitro: CRO Fran Jović |

| 9 de maio | Itália | 0 – 1     | Países Baixos | Karabakh Stadium, Baku          |
| 16:00     |        | Relatório | Nunnely 78'   | Árbitro: POL Bartosz Frankowski |

| 9 de maio | Sérvia              | 1 – 1     | Espanha | Bakı Olimpiya Stadionu, Baku  |
| 17:00     | Joveljić 59' (pen.) | Relatório | Ruiz 4' | Árbitro: FIN Ville Nevalainen |

| 12 de maio | Espanha                                         | 4 – 2     | Itália                              | Karabakh Stadium, Baku      |
| 14:00      | Díaz 44' · García 59' · Ruiz 76' · Lozano 80+1' | Relatório | Olivieri 65' (pen.) · Pinamonti 72' | Árbitro: CZE Petr Ardeleanu |

| 12 de maio | Sérvia | 0 – 2     | Países Baixos             | Bakı Olimpiya Stadionu, Baku     |
| 14:00      |        | Relatório | M. Ilić 72' · Vente 90+1' | Árbitro: ISL Gunnar Jarl Jónsson |

## Fase final
Na fase a eliminar o desempate por grandes penalidades é utilizado se necessário para definir o vencedor (não há lugar a prolongamento).
|  | Quartas de final | Quartas de final |                |        | Semifinais | Semifinais |  |  | Final | Final |
|  |                  |                  |                |        |            |            |  |  |       |       |
|  | 14 maio - Baku   |                  |                |        |            |            |  |  |       |       |
|  |                  |                  |                |        |            |            |  |  |       |       |
|  | Portugal         | 5                |                |        |            |            |  |  |       |       |
|  | Portugal         | 5                | 18 maio - Baku |        |            |            |  |  |       |       |
|  | Áustria          | 0                |                |        |            |            |  |  |       |       |
|  | Áustria          | 0                | Portugal       | 2      |            |            |  |  |       |       |
|  | 15 maio - Baku   |                  | Portugal       | 2      |            |            |  |  |       |       |
|  |                  | Países Baixos    | 0              |        |            |            |  |  |       |       |
|  | Suécia           | Países Baixos    | 0              | 0      |            |            |  |  |       |       |
|  | Suécia           |                  | 21 maio - Baku | 0      |            |            |  |  |       |       |
|  | Países Baixos    | 1                |                |        |            |            |  |  |       |       |
|  | Países Baixos    | 1                | Portugal       | 1 (5)p |            |            |  |  |       |       |
|  | 14 maio - Baku   |                  | Portugal       | 1 (5)p |            |            |  |  |       |       |
|  |                  | Espanha          | 1 (4)p         |        |            |            |  |  |       |       |
|  | Alemanha         | Espanha          | 1 (4)p         | 1      |            |            |  |  |       |       |
|  | Alemanha         | 18 maio - Baku   |                | 1      |            |            |  |  |       |       |
|  | Bélgica          | 0                |                |        |            |            |  |  |       |       |
|  | Bélgica          | 0                | Alemanha       | 1      |            |            |  |  |       |       |
|  | 15 maio - Baku   |                  | Alemanha       | 1      |            |            |  |  |       |       |
|  |                  | Espanha          | 2              |        |            |            |  |  |       |       |
|  | Espanha          | Espanha          | 2              | 1      |            |            |  |  |       |       |
|  | Espanha          |                  |                | 1      |            |            |  |  |       |       |
|  | Inglaterra       | 0                |                |        |            |            |  |  |       |       |
|  | Inglaterra       | 0                |                |        |            |            |  |  |       |       |

### Quartas de final
| 14 de maio | Portugal                                             | 5 – 0     | Áustria | Dalga Arena, Baku                    |
| 15:00      | Gomes 7' (pen), 18', 47' · Djú 51' · Miguel Luís 77' | Relatório |         | Público: 200 Árbitro: CRO Fran Jović |

| 14 de maio | Alemanha     | 1 – 0     | Bélgica | Dalga Arena, Baku                             |
| 20:00      | Dadashov 46' | Relatório |         | Público: 300 Árbitro: ISL Gunnar Jarl Jónsson |

| 15 de maio | Espanha    | 1 – 0     | Inglaterra | Bakcell Arena, Baku                              |
| 16:00      | García 11' | Relatório |            | Público: 1 000 Árbitro: NOR Svein-Erik Edvartsen |

| 15 de maio | Suécia | 0 – 1     | Países Baixos | Bakcell Arena, Baku                        |
| 20:00      |        | Relatório | Chong 62'     | Público: 500 Árbitro: FIN Ville Nevalainen |

### Semifinais
| 18 de maio | Portugal              | 2 – 0     | Países Baixos | Dalga Arena, Baku                        |
| 15:00      | Gomes 25' · Dalot 56' | Relatório |               | Público: 730 Árbitro: SVK Peter Kralović |

| 18 de maio | Alemanha     | 1 – 2     | Espanha             | Dalga Arena, Baku                            |
| 20:00      | Dadashov 10' | Relatório | Ruiz 64' · Díaz 78' | Público: 925 Árbitro: POL Bartosz Frankowski |

### Final
| 21 de maio | Portugal  | 1 – 1 (pro) | Espanha  | Bakcell Arena, Baku                        |
| 20:00      | Dalot 27' | Relatório   | Díaz 32' | Público: 7 253 Árbitro: CZE Petr Ardeleanu |

|                                         |       | Penalidades                           |  |
| Gomes João Felipe Leite Dalot Fernandes | 5 – 4 | Ruiz Busquets Brandariz Díaz Morlanes |  |

## Premiação
| Campeonato Europeu Sub-17 2016 |
| Portugal                       |
| ------------------------------ |
| PORTUGAL Campeão (6º título)   |

### Equipe do torneio
| Posição    | Jogador          | Seleção       |
| ---------- | ---------------- | ------------- |
| Goleiros   | Diogo Costa      | Portugal      |
| Goleiros   | Ignacio Peña     | Espanha       |
| Defensores | Dujon Sterling   | Inglaterra    |
| Defensores | Dan-Axel Zagadou | França        |
| Defensores | Matthijs de Ligt | Países Baixos |
| Defensores | Diogo Dalot      | Portugal      |
| Defensores | Diogo Leite      | Portugal      |
| Defensores | Rúben Vinagre    | Portugal      |
| Meias      | Kai Havertz      | Alemanha      |
| Meias      | Gedson Fernandes | Portugal      |
| Meias      | Florentino       | Portugal      |
| Meias      | Quina            | Portugal      |
| Meias      | Brahim Díaz      | Espanha       |
| Meias      | Manu Morlanes    | Espanha       |
| Atacantes  | Reiss Nelson     | Inglaterra    |
| Atacantes  | Tahith Chong     | Países Baixos |
| Atacantes  | João Filipe      | Portugal      |
| Atacantes  | José Gomes       | Portugal      |

## Artilharia
7 gols (1)
- POR José Gomes

4 gols (1)
- ESP Abel Ruiz

3 gols (4)
- ENG Reiss Nelson
- GER Renat Dadashov
- GER Yari Otto
- ESP Brahim Díaz

2 gols (7)
- AUT Christoph Baumgartner
- BIH Benjamin Hadžić
- GER Atakan Akkaynak
- POR Diogo Dalot
- POR Miguel Luís
- ESP Francisco García
- SWE Joel Asoro

1 gol (32)
- AUT Valentino Müller
- AUT Romano Schmid
- AZE Murad Mahmudov
- AZE Farid Nabiyev
- BEL Adrien Bongiovanni
- BEL Milan Corryn
- BEL Loïs Openda
- DEN Sebastian Buch Jensen
- DEN Jens Odgaard
- ENG George Hirst
- ENG Ben Morris
- ENG Mason Mount
- GER Kai Havertz
- GER Sam Francis Schreck
- ITA Moise Kean
- ITA Marco Olivieri
- ITA Andrea Pinamonti
- ITA Gianluca Scamacca
- NED Tahith Chong
- NED Ché Nunnely
- NED Dylan Vente
- POR Mésaque Djú
- POR Gedson Fernandes
- POR Domingos Quina
- SRB Dejan Joveljić
- SRB Igor Maksimović
- ESP Pol Lozano
- ESP Jordi Mboula
- SWE Teddy Bergqvist
- UKR Serhiy Buletsa
- UKR Andriy Kulakov
- UKR Denys Yanakov

Gol contra (4)
- AUT Luca Meisl (para  Alemanha)
- AZE Elchin Asadov (para  Portugal)
- GER Tom Baack (para  Bósnia e Herzegovina)
- SRB Marko Ilić (para  Países Baixos)